# Вертники (Дзержинский район)
Вертники (бел. Ве́ртнікі) — деревня в Дзержинском районе Минской области Белоруссии. В составе Путчинского сельсовета.

## География
Расположен на дороге Р65, 18 км от Дзержинска, 23 км от Минска, 20 км от железнодорожной станции Койданово.

### Гидрография
Около деревни озеро Лорское.

## История
Известна с XVI века. В 1588 году в Койдановской волости, 34 волока земли, крестьяне платили оброк и отрабатывали барщину.
В 1909 году в Минском уезде Койдановской волости Минской губернии.
В 1954—1957 годах центр Вертниковского сельсовета.

## Население

### Численность
- 2009 год — 67 жителей

### Динамика
- 1909 год — имение 28 жителей, 1 двор; деревня 285 жителей, 41 двор[2]
- 1999 год — 111 жителей (перепись населения)
- 2004 год — 46 дворов, 78 жителей
- 2009 год — 67 жителей[2]

## Достопримечательность
- Братская могила советских воинов, погибших в годы Великой Отечественной войны
- Могила партизана С. В. Адамовича
- Памятник погибшим в годы Великой Отечественной войны